# ドリス・ハンフリー

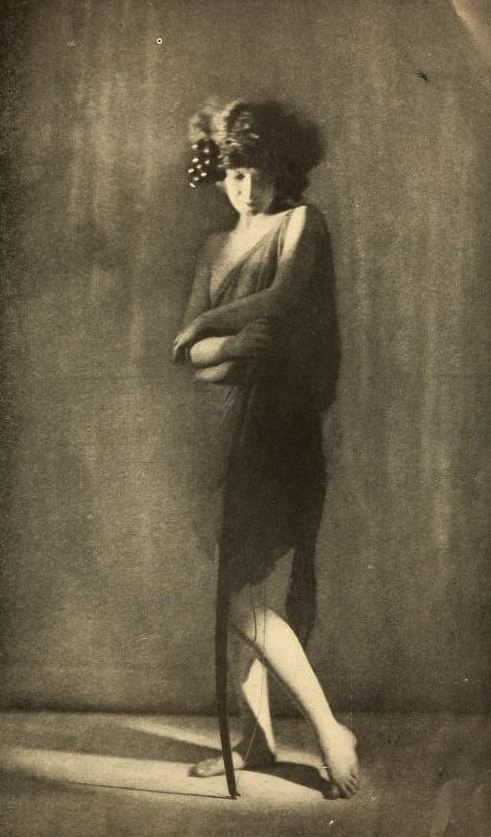
1922年

ドリス・バッチェラー・ハンフリー（Doris Humphrey、1895年10月17日 - 1958年12月29日）は、20世紀前半に活躍したダンサー、振付家。イザドラ・ダンカン、ルース・セント・デニス、テッド・ショーンといった先駆者たちに続いて現れたモダンダンス開拓者の第2世代として、マーサ・グレアムやキャサリン・ダナムと同時代に属する。呼吸の使い方を掘り下げ、また彼女が発展させたテクニックは今日でも教えられている。ハンフリーの作品は数多く記譜されたため、現在でも教えられ、研究や上演も行われている。

## 生い立ち
ハンフリーはイリノイ州のオークパークで生まれ、同州のシカゴで育った。父親のホレス・バッキンガム・ハンフリーはジャーナリストで、ホテルの支配人をしていたこともある。母親のジュリア・エレン・ウェルズはピアニストとしての訓練を積んでいた。ハンフリーは巡礼者ウィリアム・ブリュースターの家系に属する。シカゴで母親からの奨めもあって優れたバレエ教師について学んだ。その中の1人が、フランシス・パーカー・スクールを設立して指導に当たっていたメアリー・ウッド・ヒンマンである。まだ高校生の頃、彼女はダンサーとしてある舞踊団のツアー公演に加わり、西部を回った。母親も伴奏者として伴った。サンタ・フェ鉄道の労働者クラブがこの舞踊団のスポンサーであった。
経済的な事情もあって、1913年、まだ18歳のハンフリーは自らのダンス学校を開いた。母親がマネージャーとピアニストを務めた。子供向けに古典舞踊、体操舞踊、社交ダンスのクラス、そして大人向けに社交ダンスのクラスを設け、大きな成功を収めた。
1917年、メアリー・ウッド・ヒンマンの奨めに従い、ハンフリーはカリフォルニアに引っ越してデニショーン舞踊学校に入学した。ここで学び、舞台に出演し、さらに授業を受け持ち、そして振付を習得した。この時期の作品である『気まぐれなワルツ Valse Caprice』（スカーフを使った踊り）、『飛翔 Soaring』、『スケルツォ・ワルツ Scherzo Waltz』（輪を使った踊り）は今日でも上演されている。その後の10年間、彼女はここに留まった。ハンフリーは2年間のアジア巡演にも加わり、帰国後はヴォードヴィル劇場で高く評価された。

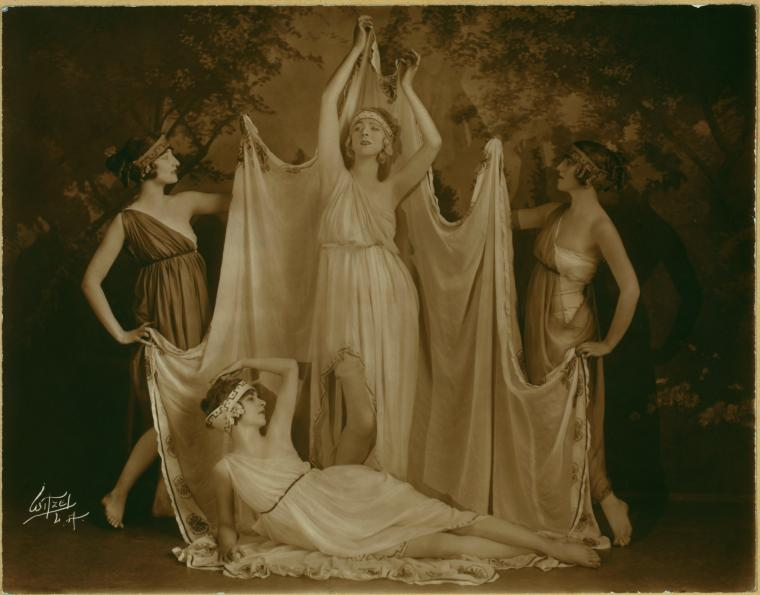
ルース・セント・デニスとデニショーンのダンサーエドナ・マローン（英語版）、ベティ・ホースト、ドリス・ハンフリー（1918年）
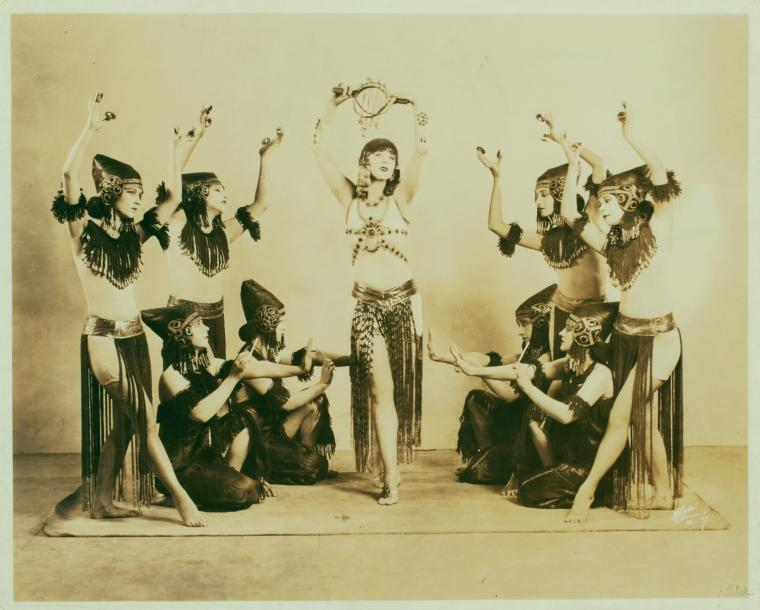
ルース・セント・デニスとデニショーンのダンサー、ドリス・ハンフリー、ルイーズ・ブルックス、ジョージア・グラハム、ポーリン・ローレンス、アン・ダグラス、レノア・シェファー、レノア・ハーディ、レノア・サドウスカ。
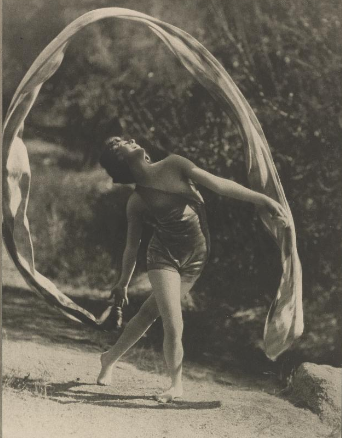
1921年
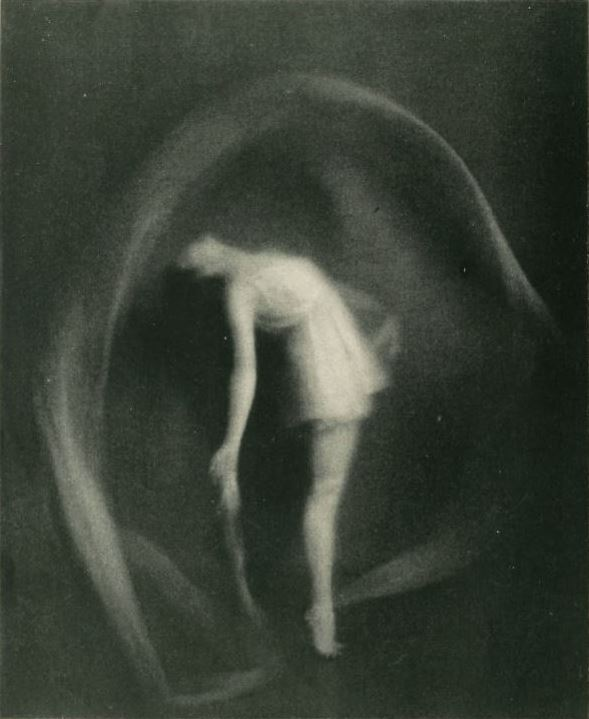
1923年

## 私生活
ドリスは身長が158センチと低かったが、引き締まった体形を持っていた。1932年に、商業を営むチャールズ・フランシス・ウッドフォードと結婚。翌年には1人の息子を儲け、チャールズ・ハンフリー・ウッドフォードと名付けた。

## 大恐慌のさなかで

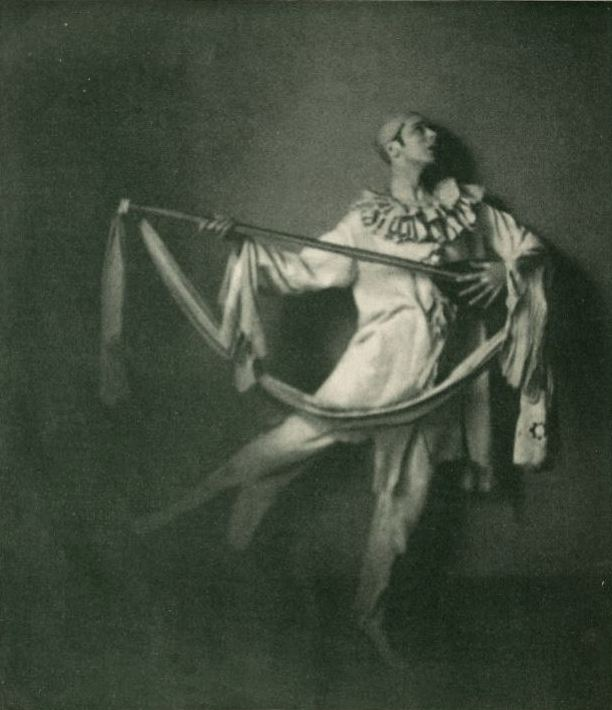
チャールズ・ワイドマン

1928年、ハンフリーと仲間のダンサー、チャールズ・ワイドマンはデニショーンの手法に飽き足らなくなり、学校を去ってニューヨークに移住した。ここから2人はモダンダンスの潮流において重要な存在となっていく。ハンフリーの振付は、重力に対する人間の体の反応の仕方を探究し、「フォールとリカヴァリー（落下と復帰）」という独自の原理へと結実した。こうした初期の作品には、『G線上のアリア Air for the G String』、『水の研究 Water Study』、『蜂の生活 Life of the Bee』、『エクスタシーをめぐる二つの主題 Two Ecstatic Themes』、『シェイカー教徒 The Shakers』などがある。
ハンフリー・ワイドマン舞踊団は、大恐慌の中にあっても、国内ツアーをし、新しい様式を生み出し、また古い物語ではなく同時代の出来事や問題に取材した新しい作品を制作するなどして、成功を収めた。1930年代半ば、ハンフリーは「新舞踊3部作」すなわち『我が紅蓮の炎とともに With My Red Fires』、『新しいダンス New Dance』、そして『劇場作品 Theater Piece』（記録が失われ再演不能）を発表した。
ハンフリーは、1930年代にローズヴェルト大統領の第2次ニューディール政策の一環として行われた公共舞踊事業（Federal Dance Project: FDP）に加わった。FDPは舞踊および舞踊家たちを経済的に支援する初の国家事業であった。
ハンフリーはブロードウェイでも仕事をしており、1933年の『亭主学校 School for Husbands』、そして翌年の『人生は8時40分から Life Begins at 8:40』がある。
ハンフリーは関節炎のため、1944年に舞台から引退したが、ホセ・リモン舞踊団の芸術監督に就任し、『地上の日 Day on Earth』、『夜の魔法 Night Spell』、『廃墟と幻影 Ruins and Visions』、『イグナシオ・サンチェス・メヒーアスのための挽歌 Lament for Ignacio Sanchez Mejias』といった作品を発表し続け、高い評価を得た。
晩年の作品の1つ『ニューヨークの夜明け Dawn in New York』でも、大規模で複雑に構成された卓抜な群舞や、輪郭のはっきりしたフォルムの強調など、ハンフリーが常に得意としてきた要素は健在であった。またハンフリーは、マーサ・ヒルが監修した
ベニントン大学のベニントン舞踊学校（1934年）およびジュリアード音楽院舞踊部門（1951年）のいずれにおいても、創設時からのスタッフであった。
1952年、ハンフリーは「メリー・ゴー・ラウンダーズ」という子供のための舞踊団の監督に就任した。

## 遺産
ハンフリーは1958年に死去するが、すぐに遺著『創作ダンスの技法 The Art of Making Dances』が出版され、舞踊とその構成についての考察と理論が公になった。序文においてハンフリーは、20世紀にバレエは根本的に変化したと述べている。「長い間、上品なベッドに横たわったままの『眠れる美女』だった舞踊は突然、猛烈な欲望とともに目覚めた」。
動きの根本原理を探究するうち、ハンフリーは「フォールとリカヴァリー」(Fall and Recovery)の理論に行き当たった。彼女はこれを「2つの死の間にかかるアーチ」と呼んでいる。
ドリス・ハンフリーの作品のうち35点が、 舞踊記譜協会(Dance Notation Bureau) によってラバノーテーションを用いて記譜されている。また基本資料としては、初演時のキャスト表、上演記録、表現上の注記などの情報が残っている。
マーシャ・B・シーゲルによる著書『地上の日――ドリス・ハンフリーの舞踊作品 Day on Earth: The Dance of Doris Humphrey』が1993年に出版された。シーゲルはハンフリーがモダンダンスの最も重要な人物の一人であることを説得的に論じている。
1987年、ハンフリー国立舞踊博物館 (National Museum of Dance) の、コーネリアス・ヴァンダービルト・ホイットニー夫妻の名を冠する殿堂に登録された。
地元であるオーク・パークには、彼女の父方の祖父である聖職者サイモン・ジェイムズ・ハンフリーにちなんで名付けられた通りがある。

## 作風
音楽を視覚化する作品や、社会や人間の対立などを題材とした作品を作った。

## 著作
- Doris Humphrey (1959), The Art of Making Dances (改 ed.), Rinehart, ISBN 0871271583

## 参照
- Dunning, Jennifer (1989年3月11日). “Review/Dance; Recalling the Spirit of Doris Humphrey”. The New York Times

- 森田玲子『創作舞踊における身体の動きに関する研究』森田玲子、2015年。

## リンク
- Doris Humphrey official website
- Doris Humphrey Foundation for Dance at Goucher College
- Doris Humphrey entry in the Dance Notation Bureau's On-line Notated Theatrical Dances Catalog.
- Doris Humphrey collection, 1811-1958 at the Jerome Robbins Dance Division of the NYPL for the Performing Arts
- Doris Humphrey papers, 1925-1958 at the Jerome Robbins Dance Division of the NYPL for the Performing Arts
- Doris Humphrey letters, 1895-1958 at the Jerome Robbins Dance Division of the NYPL for the Performing Arts
- Archive film of Doris Humphrey's Lament for Ignacio Sánchez Mejías performed by Jose Limon in 1946 at Jacob's Pillow
- A letter from Doris

1. ↑  森田玲子 2015, p. 5.